# Агнешка Стельмашик
Агне́шка Стельма́шик (пол. Agnieszka Stelmaszyk; 6 січня 1976) — польська дитяча письменниця, мандрівниця.

## Біографія
Агнешка Стельмашик народилася в 1976 році. Перш ніж відкрила в собі талант письменниці, спробувала себе у різних сферах. Дівчинкою вона мріяла стати лікарем або біологом. Пізніше думала про кар'єру археолога і навіть художниці. Проте вона повністю зреалізувала себе, коли стала письменницею. Вона стверджує, що найбільше у цій професії її приваблює те, що вона може приміряти на себе роль будь-якого персонажа, і на якусь мить відчути себе кимось іншим.
Її мати була вчителькою біології, тому автор провела більшу частину свого дитинства в школі, в у біологічному класі (вона стверджує, що природа захопила її відтоді). За професією автор також є вчителем польської мови, проте ніколи не працювала в школі.
Сама авторка так говорить про те, чому обрала письменництво: «Важко сказати, чому я почала писати для дітей. Напевно, тому, що божевільні історії завжди були у моїй голові, і я в певний момент почала переносити їх на папір. Справді, сьогодні непросто зацікавити молодих читачів літературою. Більш складно конкурувати з іграми та будь-якими гаджетами. Тому я дуже щаслива, коли діти пишуть мені, ділячись своїми враженнями від прочитання моїх книг. Я також щаслива, коли батьки говорять під час зустрічей, що їхні діти завдяки „Хронікам Архео“ підхопили бацилу читання, і почали читати дедалі більше книг, хоча не хотіли цього робити раніше. Тоді я відчуваю велике задоволення».
Першим письменницьким успіхом Агнєшки Стельмашик було видання у 2007 році збірки «Історії з мораллю» («Opowiadania z morałem»). Того ж року з'явилася перша частина повісті для дітей «Малі агенти» («Mali agenci»). У 2009—2010 роках з'являються серії інших історій. 2010 рік став для авторки проривом: з'явився перший том «Хронік Архео» ‒ книги, яка у результаті стала бестселером.
Агнешка Стельмашик живе зі своєю родиною в Бидгощі, де вона створює світ пригод для молодих читачів. Найважливішим рецензентом є син письменниці, коментарі якого враховуються перед публікацією книг.
Письменниця описує свою роботу так: «Приватно, я цілком звичайна людина, і якщо іноді хтось випадково дізнається, що я пишу дитячі книги, то дивується. Я не знаю, як повинен виглядати автор, але я не думаю, що виглядаю тому, що потрібно. У мене є десятирічний син. Іноді він читає мої книги в рукописі й додає до них відповідні нотатки. Це допомагає мені, тому що якщо він думає, що щось нудне, то й інші діти так думатимуть, тому я вирізаю і виправляю».

## Хобі
Агнєшка Стельмашик любить подорожувати. Кожного разу, коли є можливість, вона пакує валізи і вирушає в подорож з чоловіком і сином. Вони не бояться запилених доріг, нескінченних гірських тунелів, незручних ліжок і несмачних сніданків … найголовніше — побувати у нових місцях, і зустріти нових людей, милуватися пейзажами й будівлями.
Пані Агнешка також заражає своїх героїв цією пристрастю. У кожній з її книг ви можете зустріти героїв, що подорожують в усьому світі, і час від часу через це вони потрапляють у нові неприємності… І все тому, що світ — це дивовижно цікаве місце, повне сюрпризів і таємниць. Саме тому пані Агнешка нагадує читачам, що щодня нас чекає безліч пригод.
У дитинстві письменниця читала в кожний вільний момент. Вона використовувала шкільну бібліотеку, а потім і міську бібліотеку. І донині перші дні літа пов'язані з купою позичених книг, обов'язково знаходяться томи про археологію, історію та подорожі. А також книги, із власної книжкової шафи. Деякі з книг належали ще прабабусі та прадідусю письменниці, Агнешці і Францишеку, вони є її єдиним нагадуванням про них. Тепер Деякі з улюблених книг письменниці, читає її син.

## Переклади українською
Українською виданням творів Агнєшки Стельмашик займається дитяче арт-видавництво Чорнів віці. Наразі українською перекладено та видано пʼять книг із серії Хроніки Архео:
- 2017 — Хроніки Архео. Книга I. Таємниця коштовності Нефертіті. Перекладач Ірина Шевченко (видавництво «Чорні вівці»[7])
- 2018 — Хроніки Архео. Книга II. Скарб Атлантів. Перекладач Ірина Шевченко (видавництво «Чорні вівці»[8])
- 2018 — Хроніки Архео. Книга III. Секрет великого магістра. Перекладач Ірина Шевченко (видавництво «Чорні вівці»[9])
- 2019 — Хроніки Архео. Книга IV. Прокляття золотого дракона. Перекладач Ірина Шевченко (видавництво «Чорні вівці»[10])
- 2020 —Хроніки Архео. Книга V. Загадка діамантової долини. Переклад Ірина Шевченко(видавництво «Чорні вівці» )